# Laurence Kaapama
Laurence Robert „Bobby“ Kaapama (* 15. September 1983 in Windhoek, Südwestafrika; † 13. August 2013 ebenda) war ein namibischer Fußballspieler.
Kaapama starb mit 29 Jahren aus unbekannter Ursache in seinem Haus in Windhoek-Katutura.

## Karriere
Kaapama begann seine Karriere 2001 mit den Hotflames Windhoek. Danach versuchte er sich in der Namibian Premier League bei den African Stars, bevor er am 24. August 2004 einen Vertrag beim südafrikanischen Verein Dynamos Polokwane unterschrieb. Nach einem Jahr für Dynamos FC in der Premier Soccer League kehrte er im Sommer 2006 nach Namibia zurück und unterschrieb für die United Africa Tigers. Er wurde in der Saison 2008/2009, 10. mit dem Club und ein Jahr später erreichte er nur Platz 9. Nach diesen mittelmäßigen Jahren mit den Tigers kehrte er seinem Verein den Rücken und ging zu den Eleven Arrows. Dort wurde er zum Leistungsträger und wechselte im September 2010 zu den Civics.
Kaapama spielte in der namibischen Fußballnationalmannschaft.